# Кожояр-Ата
Кожояр-Ата (кирг. Кожояр-Ата; до января 2024 года — Семёновка) — село в Иссык-Кульском районе Иссык-Кульской области Кыргызстан. Административный центр айылного аймака Кожояр (до января 2024 года — Семёновский айылный аймак). Код СОАТЕ — 41702 215 825 01 0.

## Население
По данным переписи 2009 года, в селе проживало 2676 человек.

## Известные жители
- Пётр Федосеевич Колесников (1922—1945) — командир батареи СУ-85, Герой Советского Союза.